# Garner (Iowa)
Garner és una població dels Estats Units a l'estat d'Iowa. Segons el cens del 2000 tenia 2.922 habitants.

## Demografia
Segons el cens del 2000, Garner tenia 2.922 habitants, 1.192 habitatges, i 822 famílies. La densitat de població era de 539,8 habitants/km².
Dels 1.192 habitatges en un 33,5% hi vivien nens de menys de 18 anys, en un 59% hi vivien parelles casades, en un 7% dones solteres, i en un 31% no eren unitats familiars. En el 28,7% dels habitatges hi vivien persones soles el 16,6% de les quals corresponia a persones de 65 anys o més que vivien soles. El nombre mitjà de persones vivint en cada habitatge era de 2,41 i el nombre mitjà de persones que vivien en cada família era de 2,95.
Per edats la població es repartia de la següent manera: un 25,8% tenia menys de 18 anys, un 7,3% entre 18 i 24, un 25,1% entre 25 i 44, un 23,1% de 45 a 60 i un 18,8% 65 anys o més.
L'edat mediana era de 40 anys. Per cada 100 dones de 18 o més anys hi havia 89,6 homes.
La renda mediana per habitatge era de 39.750 $ i la renda mediana per família de 48.514 $. Els homes tenien una renda mediana de 32.813 $ mentre que les dones 19.741 $. La renda per capita de la població era de 18.976 $. Entorn del 4,7% de les famílies i el 5,4% de la població estaven per davall del llindar de pobresa.

## Poblacions més properes
El següent diagrama mostra les poblacions més properes.